# Antonio Francisco Xavier Alvares
Juliusz (znany także jako Alvares Mar Julius, imię świeckie Antonio Francisco Xavier Alvares, ur. 29 kwietnia 1836 w Verna, zm. 23 września 1923 w Ribandar) – indyjski duchowny początkowo rzymskokatolicki, a następnie Syryjskiego Kościoła Ortodoksyjnego, w latach 1889-1923 biskup Indii i Cejlonu.

## Życiorys
Urodził się w katolickiej rodzinie w rządzonym przez Portugalczyków regionie Goa, tam też otrzymał święcenia kapłańskie i został oddelegowany do działalności duszpasterskiej w Indiach Brytyjskich. Zwracając uwagę na współpracę hierarchów kościelnych z władzami kolonialnymi próbował sprzeciwić się tym praktykom, jednak spotkało się to z ostrą krytyką ze strony przełożonych, a Alvares powrócił do swej rodzinnej miejscowości. Po powrocie do domu pisał artykuły piętnujące działalność zakonu jezuitów w portugalskich Indiach, przez co został zmuszony do opuszczenia regionu. Wkrótce potem zaczął wydawać lokalne gazety poświęcone sprawom politycznym i społecznym, jednak wkrótce władze zakazały mu działalności dziennikarskiej. W tym czasie napisał także dzieła poświęcone Kościołom Antiochii i Rzymu oraz powszechności Kościoła. Otworzył również dwie szkoły przeznaczone dla lokalnej ludności oraz zajął się przeciwdziałaniem epidemiom i klęskom głodu promując zwiększenie obszaru upraw manioku. Pomimo niechęci ze strony władz portugalskich, mieszkańcy Goa uważali go za swojego dobrodzieja i nazywali „apostołem miłosierdzia”. W 1887 roku ze względu na represje opuścił Goa i udał się do Brahmawaru, gdzie nawiązał kontakt z Malankarskim Kościołem Ortodoksyjnym i ostatecznie dokonał konwersji, czym zaciągnął na siebie ekskomunikę z rąk katolickiego arcybiskupa. Po przybyciu do Malankary złożył śluby zakonne przed biskupem Grzegorzem. Wkrótce potem założył misję w Brahmawarze mającą za cel ewangelizację miejscowej ludności. 29 lipca 1889 otrzymał sakrę biskupią z rąk metropolity Dionizego V przyjmując imię Juliusz (Alvares Mar Julius) i został mianowany arcybiskupem Indii i Cejlonu. 29 maja 1892 Juliusz wyświęcił Josepha René Vilattego na biskupa. Również w czasie pełnienia posługi biskupiej Mar Juliusz nie zrezygnował z niesienia pomocy ubogim. W późniejszych latach podupadł na zdrowiu i w 1923 roku zapadł na czerwonkę. Jego ostatnią wolą był pochówek przez malankarskiego kapłana. Zmarł 23 września 1923 w Ribandarze. Po śmierci okoliczni mieszkańcy zorganizowali uroczysty pogrzeb. Pochowano go na katolickim cmentarzu w Pandżim, cztery lata później wystawiono w tym miejscu nagrobek. 
Przez następne czterdzieści lat miejsce pochówku Juliusza pozostało zapomniane, jednak w latach 60 władze Kościoła malankarskiego rozpoczęły poszukiwania jego grobu, który odnaleziono 1 stycznia 1967. 5 października 1979 jego szczątki zostały przeniesione do miejscowego kościoła, gdzie spoczęły w prezbiterium.